# Moweaqua (Illinois)
Moweaqua es una villa ubicada en el condado de Shelby en el estado estadounidense de Illinois. En el Censo de 2010 tenía una población de 1831 habitantes y una densidad poblacional de 399,63 personas por km².

## Geografía
Moweaqua se encuentra ubicada en las coordenadas 39°37′29″N 89°1′19″O / 39.62472, -89.02194. Según la Oficina del Censo de los Estados Unidos, Moweaqua tiene una superficie total de 4.58 km², de la cual 4,58 km² corresponden a tierra firme y (0 %) 0 km² es agua.

## Demografía
Según el censo de 2010, había 1831 personas residiendo en Moweaqua. La densidad de población era de 399,63 hab./km². De los 1831 habitantes, Moweaqua estaba compuesto por el 97,98 % blancos, el 0,27 % eran afroamericanos, el 0,55 % eran amerindios, el 0,16 % eran asiáticos, el 0,27 % eran de otras razas y el 0,76 % eran de una mezcla de razas. Del total de la población el 0,98 % eran hispanos o latinos de cualquier raza.